# Rue (Frankrijk)
Rue (Nederlands: Rouwe) is een gemeente in het Franse departement Somme (regio Hauts-de-France) en telt 3099 inwoners (2008). De plaats maakt deel uit van het arrondissement Abbeville.

## Geschiedenis van Rue
De omgeving van Rue werd ongetwijfeld bevolkt door Kelten en Romeinen, gezien een schatvondst van 7000 munten uit de 3e eeuw n.Chr., gevonden in 1988.
Het stadje behoorde tot het Frankische vorstendom van Chlodio (5e eeuw) en later tot het graafschap Ponthieu. Het heeft te lijden gehad van de invallen van de Vikingen en eveneens van feodale oorlogen.
In 1042 wordt de plaats genoemd als Rua. Later wordt ook de naam Rugua gebruikt, totdat in 1184 de huidige naam Rue voor het eerst wordt vermeld. De betekenis van Rue is 'straat', en is de middeleeuwse vorm van het Latijnse woord ruga.
In 1101 kwam de plaats in bezit van een miraculeus kruis, wat leidde tot een toestroom van bedevaartgangers. In 1220 verkreeg Rue gemeenterechten. De plaats werd versterkt en aldus kwam er een goed beschermde haven.
De belangrijkste gebouwen dateren uit de tweede helft van de 15e eeuw. De inwoners kregen echter tijdens de Honderdjarige Oorlog te maken met conflicten tussen de Franse koning, Engeland en Bourgondië. Zo werd de stad bezet door de Engelsen om in 1435 ingenomen te worden door de Fransen. Vervolgens kwam de stad in handen van de Bourgondiërs, maar na de dood van Karel de Stoute (1477) was het Lodewijk XI van Frankrijk die de privileges van de stad hernieuwde.
De vestingwerken rond de stad werden op last van Jean-Baptiste Colbert in 1670 afgebroken, conform de Vrede van Aken (1668). Tijdens de Franse Revolutie werd de Kapel van de Heilige Geest geplunderd, waarbij volgens de legende het miraculeuze kruis op wonderbaarlijke wijze ten hemel opsteeg.

## Bezienswaardigheden
- Het Belfort van Rue
- De Kapel van de Heilige Geest (Chapelle du Saint-Esprit)
- Het Musée des Frères Caudron (ook: Musée de l'Aviation) is gewijd aan de gebroeders Caudron, Franse luchtvaartpioniers.
- De Godshuiskapel (Chapelle de l'Hospice), heropgebouwd in 1501, restant van het hospitaal beheerd door Franciscanessen en vanaf de 18e eeuw door de Zwarte Zusters van de H. Augustinus
- De Sint-Wulphykerk (Église Saint-Wulphy)
- Een 15e-eeuws vakwerkhuis, ingeschreven als monument historique

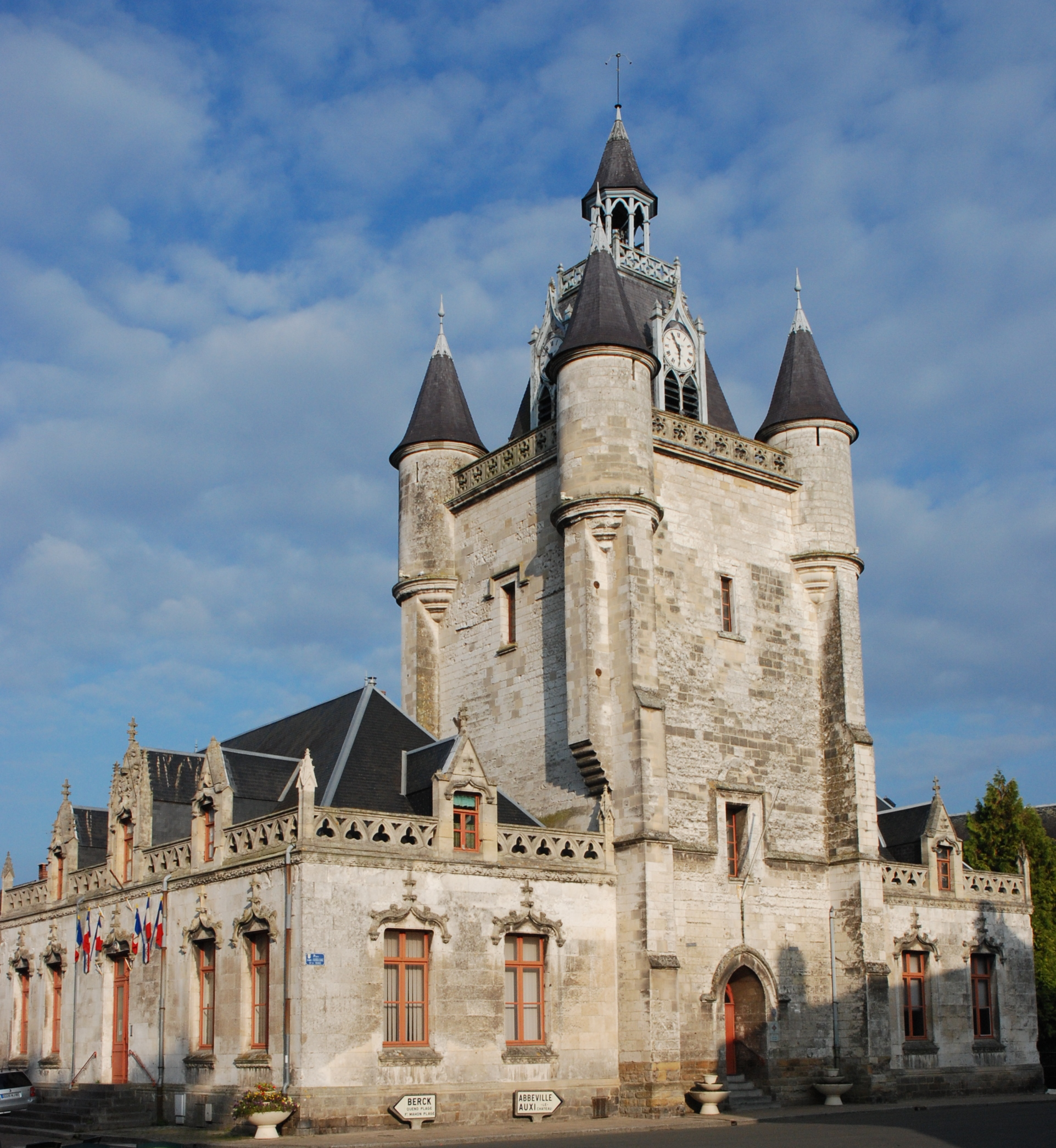
Het belfort
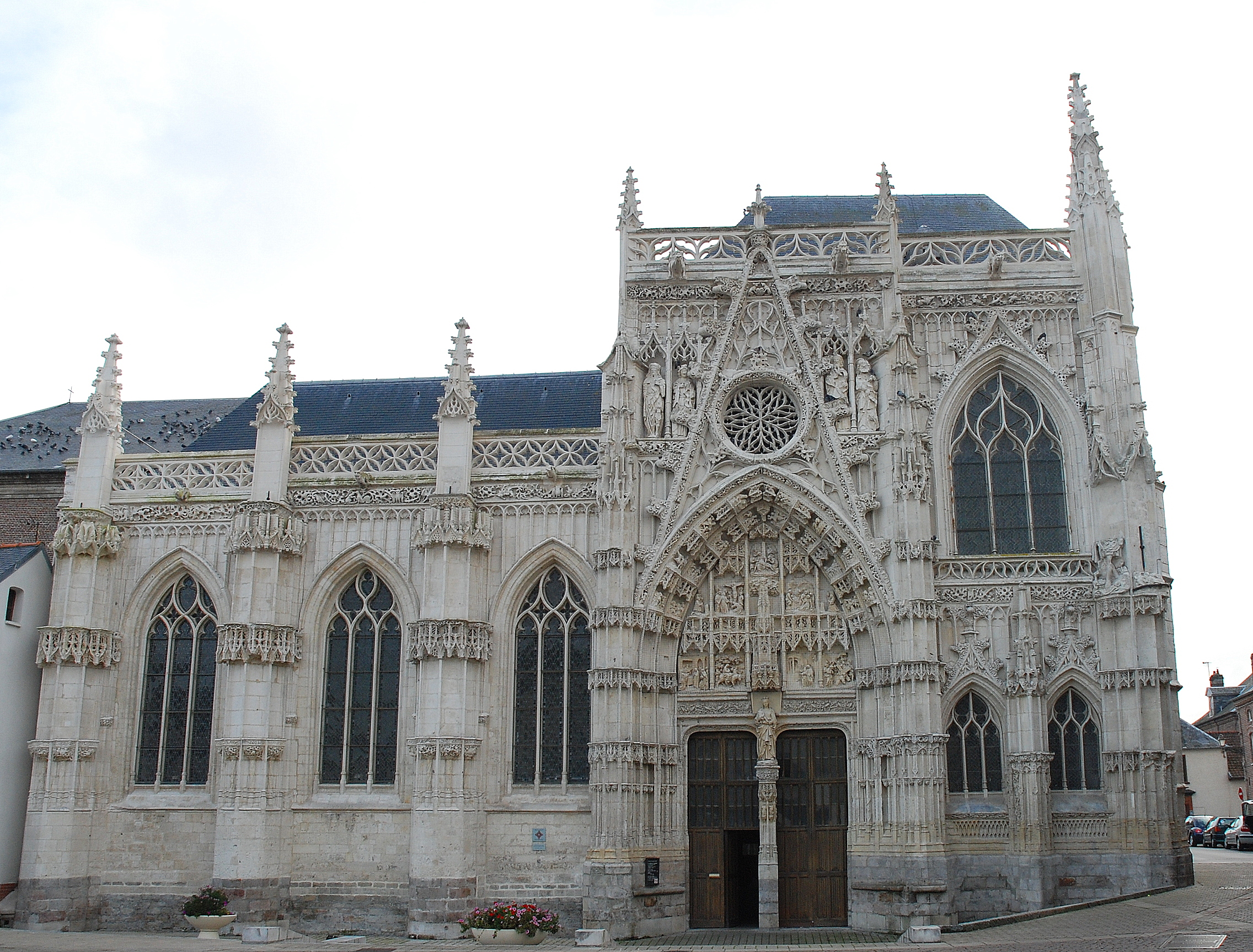
De kapel van de Heilige Geest (1440-1514)
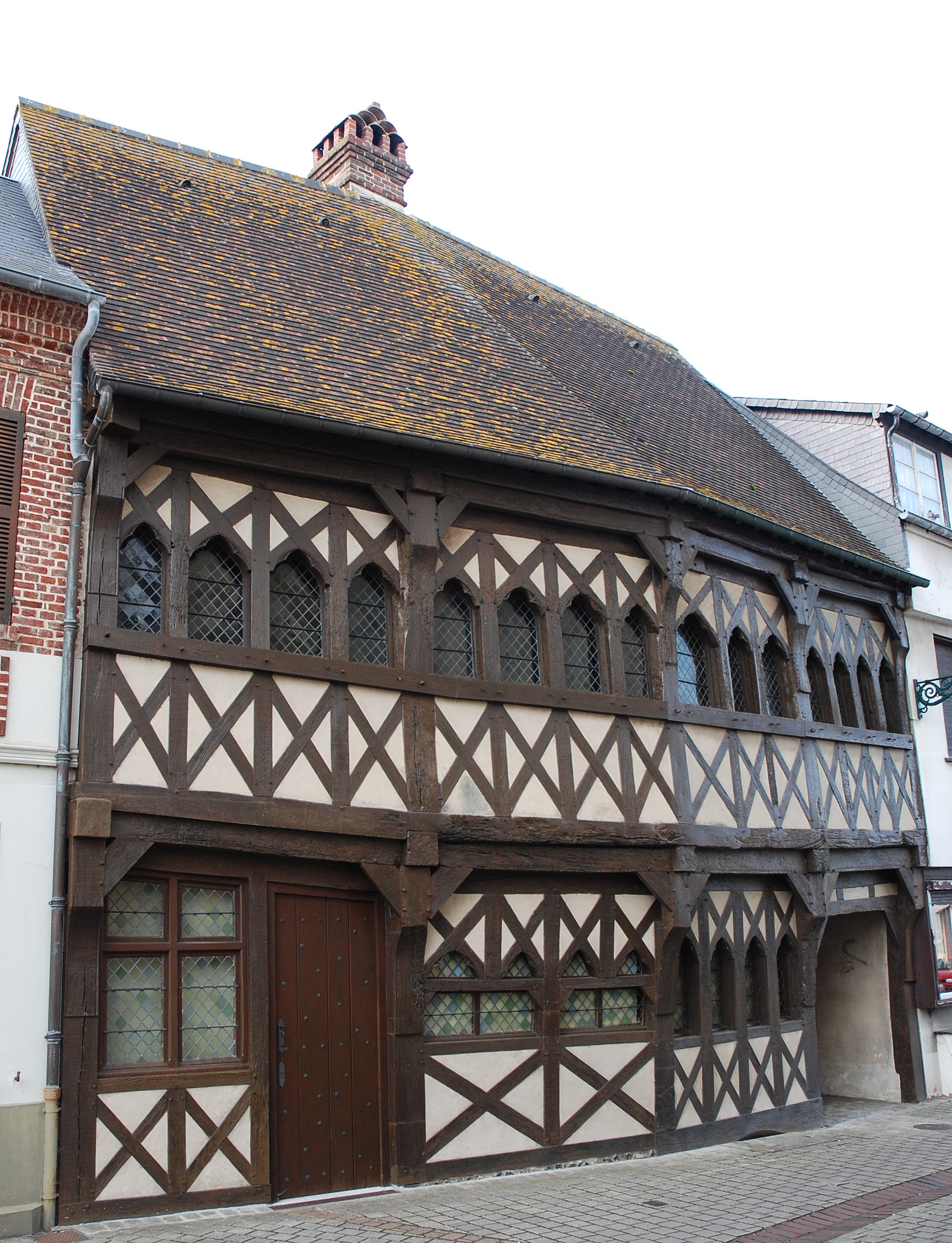
Huis uit de 15e eeuw
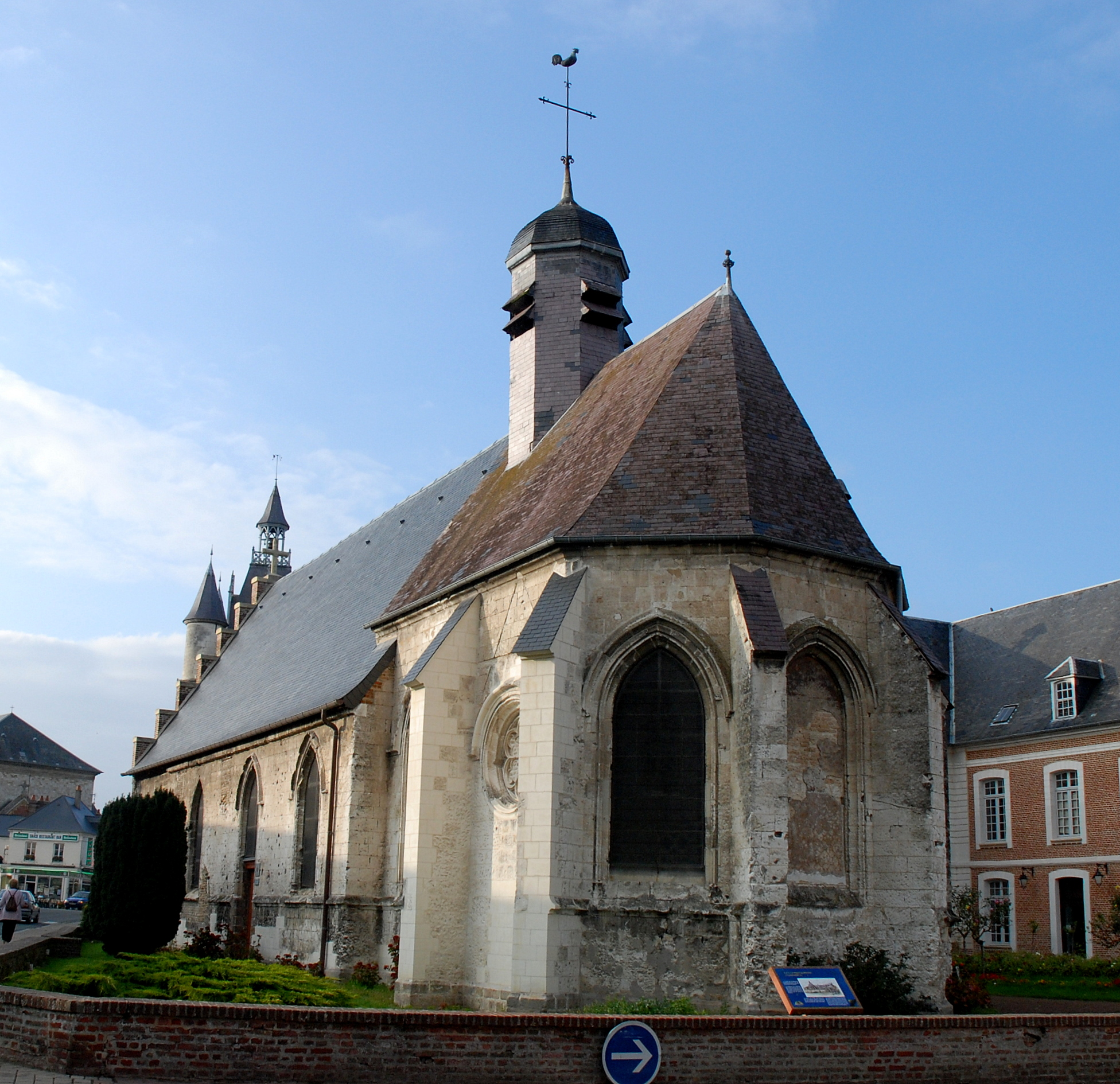
De kapel van het godshuis
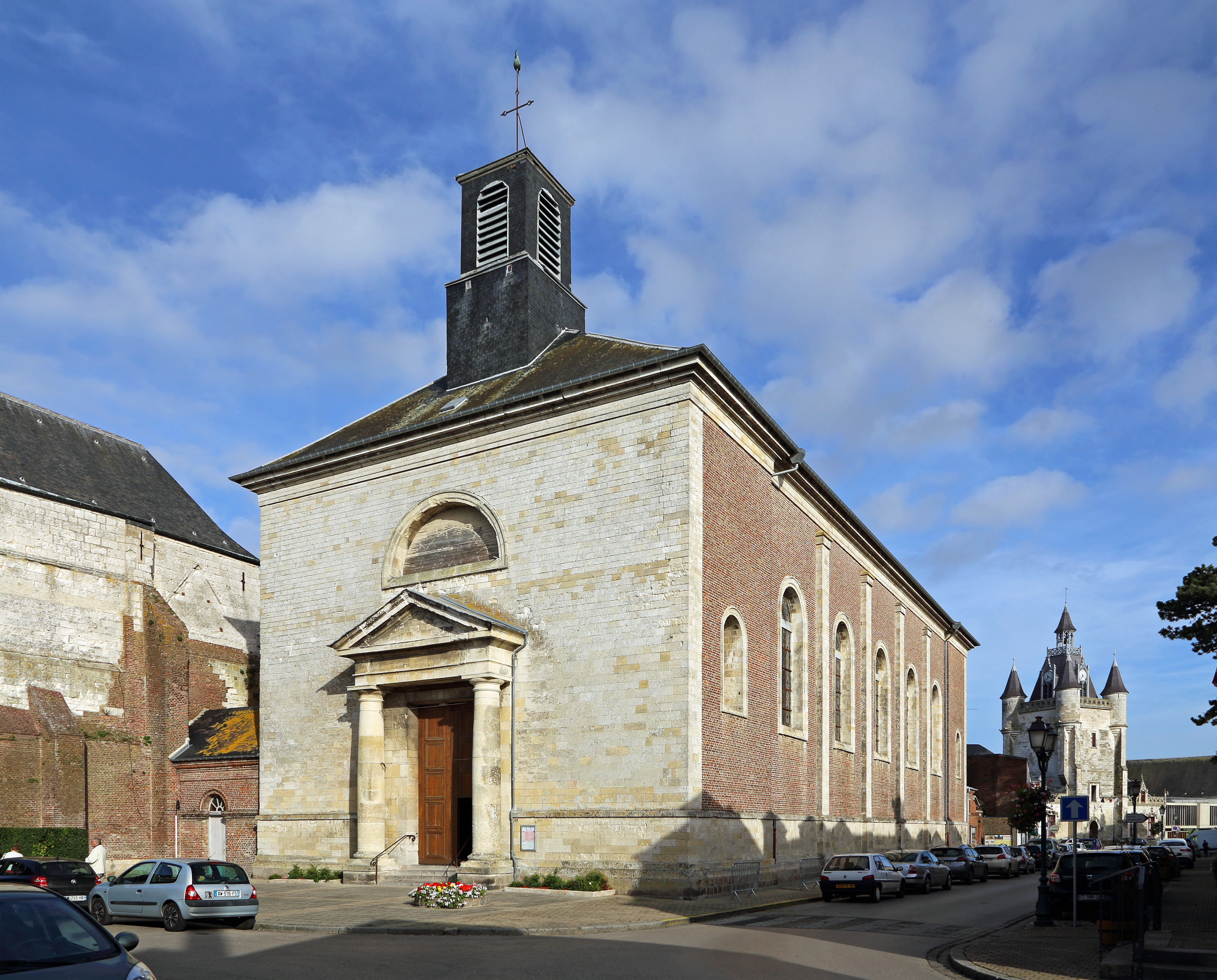
De Sint-Wulphykerk

## Geografie
De oppervlakte van Rue bedraagt 29,1 km², de bevolkingsdichtheid is 105,7 inwoners per km².
De onderstaande kaart toont de ligging van Rue (Frankrijk) met de belangrijkste infrastructuur en aangrenzende gemeenten.
Nabij de stad ligt het natuurgebied Baai van de Somme (Baie de Somme), een groot schorrengebied. Verder vindt men hier het Parc du Marquenterre. Verder liggen het Marais de Larronville en het Bois des Agneux in de nabijheid van Rue.

## Verkeer en vervoer
In de gemeente ligt spoorwegstation Rue.

## Demografie
Onderstaande figuur toont het verloop van het inwonertal (bron: INSEE-tellingen).

## Partnergemeente
Er bestaat sedert 1986 een jumelage met Borgentreich in de Duitse deelstaat Noordrijn-Westfalen.